# Poblado San Felipe
Poblado San Felipe är en ort i Mexiko.   Den ligger i kommunen Caborca och delstaten Sonora, i den nordvästra delen av landet, 1 900 km nordväst om huvudstaden Mexico City. Poblado San Felipe ligger 65 meter över havet och antalet invånare är 767.
Terrängen runt Poblado San Felipe är platt, och sluttar västerut. Runt Poblado San Felipe är det mycket glesbefolkat, med 6 invånare per kvadratkilometer. Närmaste större samhälle är Plutarco Elías Calles, 10,5 km öster om Poblado San Felipe. Omgivningarna runt Poblado San Felipe är i huvudsak ett öppet busklandskap.